# Wereldkampioenschap Alpineskiën 2007/Slalom
Tijdens de wereldkampioenschappen alpineskiën van 2007 in het Zweedse Åre werd op vrijdag 16 februari en zaterdag 17 februari de slalom geskied. De vrouwen begonnen op vrijdag met om 17:00 uur de eerste manche en om 20:00 uur de tweede. De mannen skieden op zaterdag om 10:00 uur en 13:00 uur.

## Mannen
| Titelverdediger    | Benjamin Raich | Oostenrijk |
| Olympisch kampioen | Benjamin Raich | Oostenrijk |
| Leider WB          | Jens Byggmark  | Zweden     |
| ------------------ | -------------- | ---------- |

| p      | #  | naam                 | nat. | verschil | 1e manche    | 2e manche  | totaal  |
| ------ | -- | -------------------- | ---- | -------- | ------------ | ---------- | ------- |
| Goud   | 3  | Mario Matt           | AUT  |          | (1) 59.22    | (1) 58.11  | 1:57.33 |
| Zilver | 15 | Manfred Moelgg       | ITA  | + 1.81   | (6) 1:00.55  | (2) 58.59  | 1:59.14 |
| Brons  | 22 | Jean-Baptiste Grange | FRA  | + 2.21   | (5) 1:00.49  | (4) 59.05  | 1:59.54 |
| 4      | 1  | Benjamin Raich       | AUT  | + 2.24   | (4) 1:00.45  | (5) 59.12  | 1:59.57 |
| 5      | 21 | Manfred Pranger      | AUT  | + 2.49   | (3) 1:00.41  | (8) 59.41  | 1:59.82 |
| 6      | 9  | Michael Janyk        | CAN  | + 2.65   | (8) 1:00.70  | (6) 59.28  | 1:59.98 |
| 7      | 41 | Truls Ove Karlsen    | NOR  | + 2.87   | (12) 1:01.31 | (3) 58.89  | 2:00.20 |
| 8      | 50 | Hans Petter Buraas   | NOR  | + 3.45   | (13) 1:01.43 | (7) 59.35  | 2:00.78 |
| 9      | 39 | Patrick Biggs        | CAN  | + 4.11   | (14) 1:01.48 | (12) 59.96 | 2:01.44 |
| 10     | 49 | Lars Elton Myhre     | NOR  | + 4.23   | (17) 1:01.74 | (10) 59.82 | 2:01.56 |
|        |    |                      |      |          |              |            |         |

## Vrouwen
| Titelverdediger    | Janica Kostelić | Kroatië    |
| Olympisch kampioen | Anja Pärson     | Zweden     |
| Leider WB          | Marlies Shild   | Oostenrijk |
| ------------------ | --------------- | ---------- |

| p      | #  | naam                       | nat. | verschil | 1e manche  | 1e manche  | totaal  |
| ------ | -- | -------------------------- | ---- | -------- | ---------- | ---------- | ------- |
| Goud   | 3  | Šárka Záhrobská            | CZE  |          | (1) 52.77  | (4) 51.14  | 1:43.91 |
| Zilver | 4  | Marlies Schild             | AUT  | + 0.11   | (3) 53.00  | (2) 51.02  | 1:44.02 |
| Brons  | 2  | Anja Pärson                | SWE  | + 0.16   | (2) 52.89  | (5) 51.18  | 1:44.07 |
| 4      | 1  | Ana Jelušić                | CRO  | + 0.50   | (5) 53.44  | (1) 50.97  | 1:44.41 |
| 5      | 5  | Kathrin Zettel             | AUT  | + 0.82   | (4) 53.25  | (10) 51.48 | 1:44.73 |
| 6      | 15 | Monika Bergmann-Schmuderer | GER  | + 0.90   | (6) 53.50  | (7) 51.31  | 1:44.81 |
| 7      | 7  | Therese Borssén            | SWE  | + 0.91   | (7) 53.69  | (3) 51.13  | 1:44.82 |
| 8      | 12 | Resi Stiegler              | USA  | + 1.07   | (8) 53.74  | (6) 51.24  | 1:44.98 |
| 9      | 8  | Michaela Kirchgasser       | AUT  | + 1.62   | (10) 53.96 | (13) 51.57 | 1:45.53 |
| 10     | 26 | Nina Løseth                | NOR  | + 2.15   | (13) 54.63 | (9) 51.43  | 1:46.06 |
|        |    |                            |      |          |            |            |         |